# Central Football Club (Trinidad e Tobago)
O Central Football Club é um clube de futebol sediado em Couva, Trindade e Tobago. A equipe foi fundada em 2012.

## Títulos

### Nacional
- TT Pro League: 2014–15, 2015–16, 2016–17
- Copa da Liga de Trinidad e Tobago: 2013, 2014
- Trinidad and Tobago Goal Shield: 2014

### Internacional
- Campeonato de Clubes da CFU: 2015, 2016